# Léon Steffen
Leo (Léon) Steffen (Luxemburg-Stad, 11 oktober 1868 – Parijs, 23 mei 1920) was een Luxemburgs kunstschilder en tekenaar.

## Leven en werk
Léon Steffen was een zoon van Nicolas Steffen, magazijnchef bij de spoorwegen, en Madeleine Hermann.
Hij studeerde aan de École nationale supérieure des beaux-arts in Parijs en bleef ook na zijn studie in Frankrijk wonen. Hij trouwde met Etiennette Favot.
Steffen nam onder meer in 1894 met twee olieverfschilderijen (Crist en croix en Georges de Franchard) deel aan de eerste salon van de Cercle Artistique de Luxembourg. Recensent Moes noemde het schilderij van de kruiziging "ein wüstes Bild; Frauen In gesegneten Umständen sollen sich hüten, dasselbe anzuschauen!" Twee jaar later toonde Steffen op de Salon de la Société des Amis des Arts de Seine et Oise in Versailles een olieverfschilderij en pentekening.
Steffen overleed op 52-jarige leeftijd en werd begraven op de cimetière parisien de Bagneux.

## Enkele werken

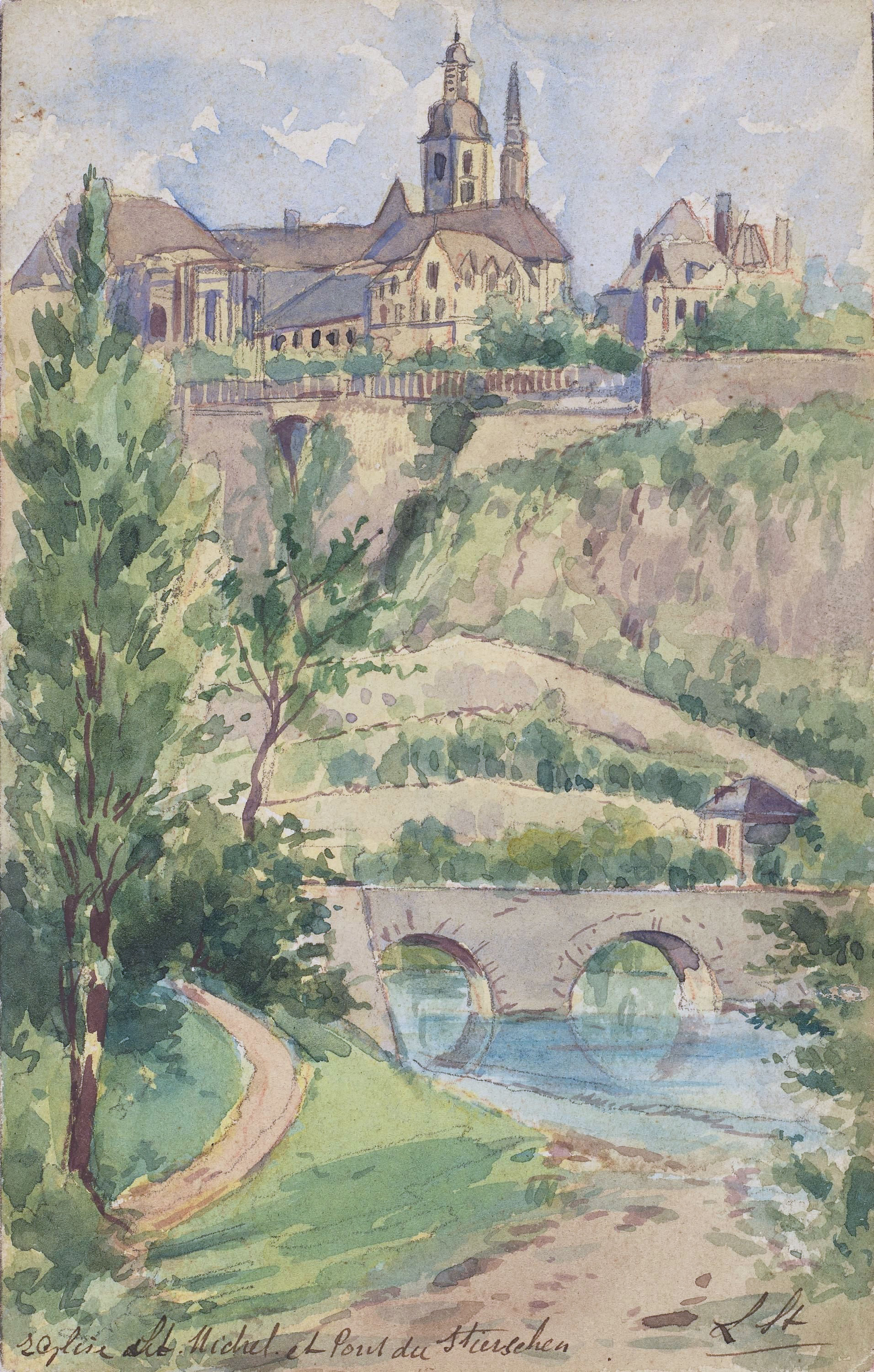
Une vue de Luxembourg (Eglise St Michel et Pont du Stierchen)
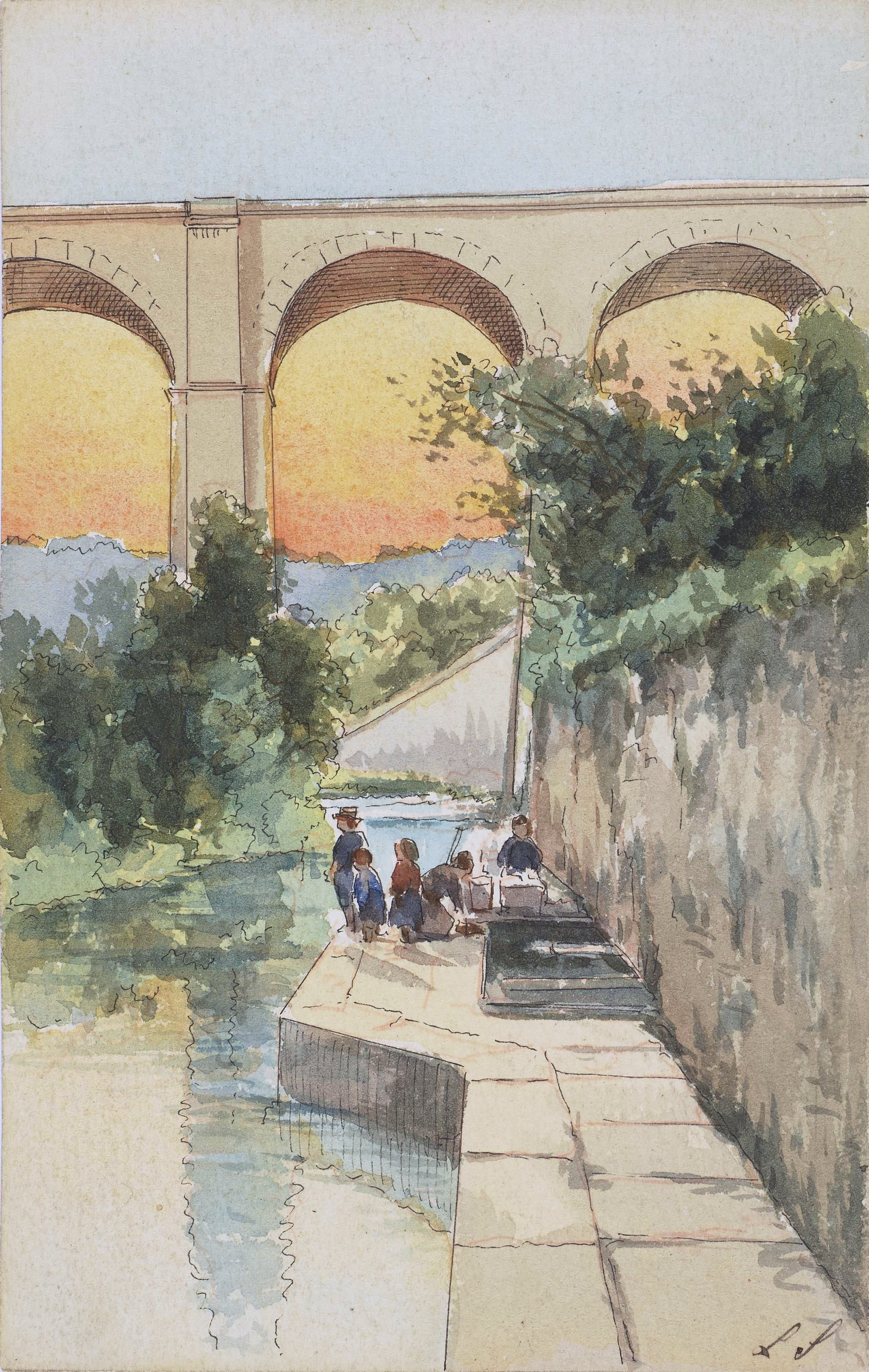
Une vue de Luxembourg
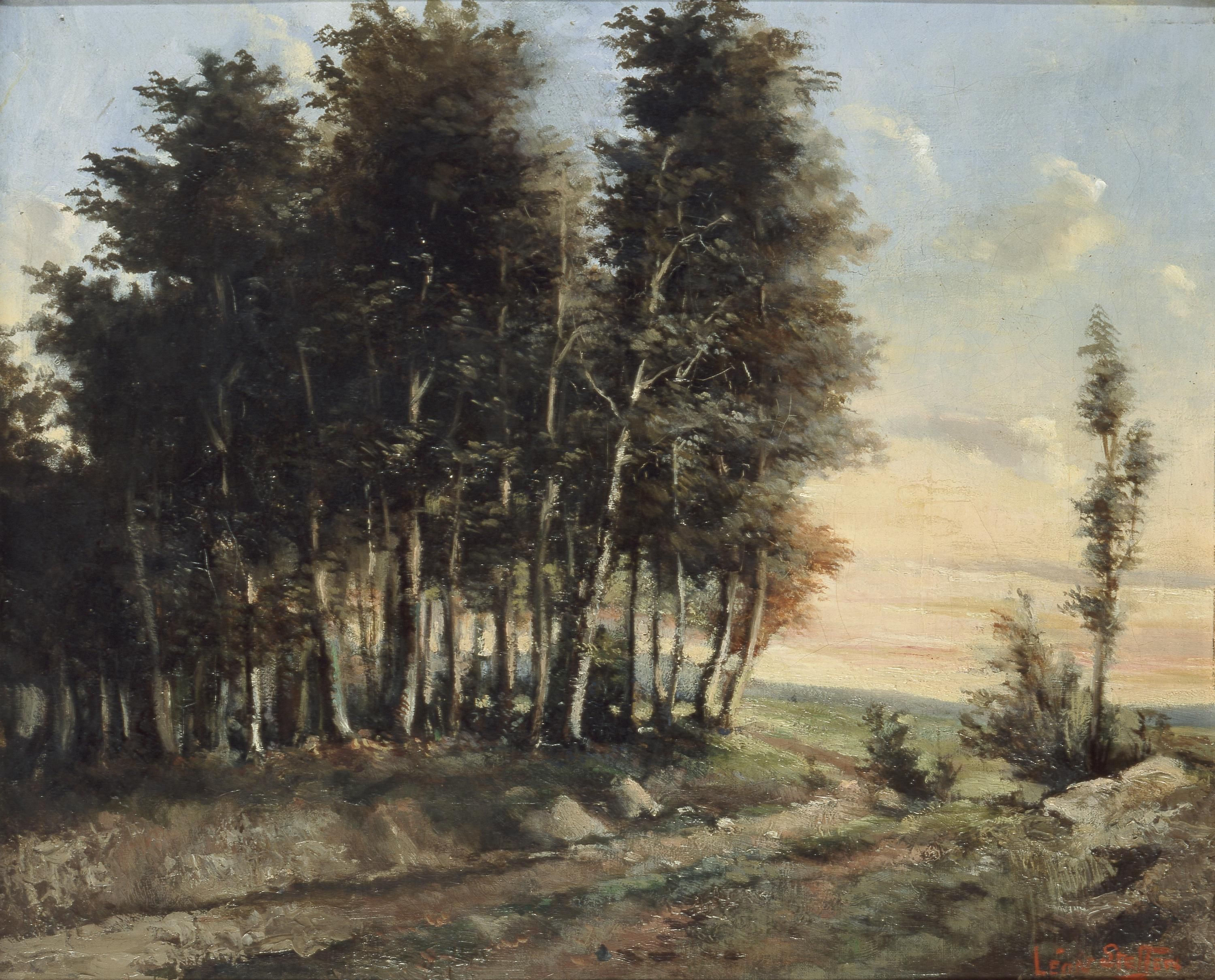
La forêt de Fontainebleau
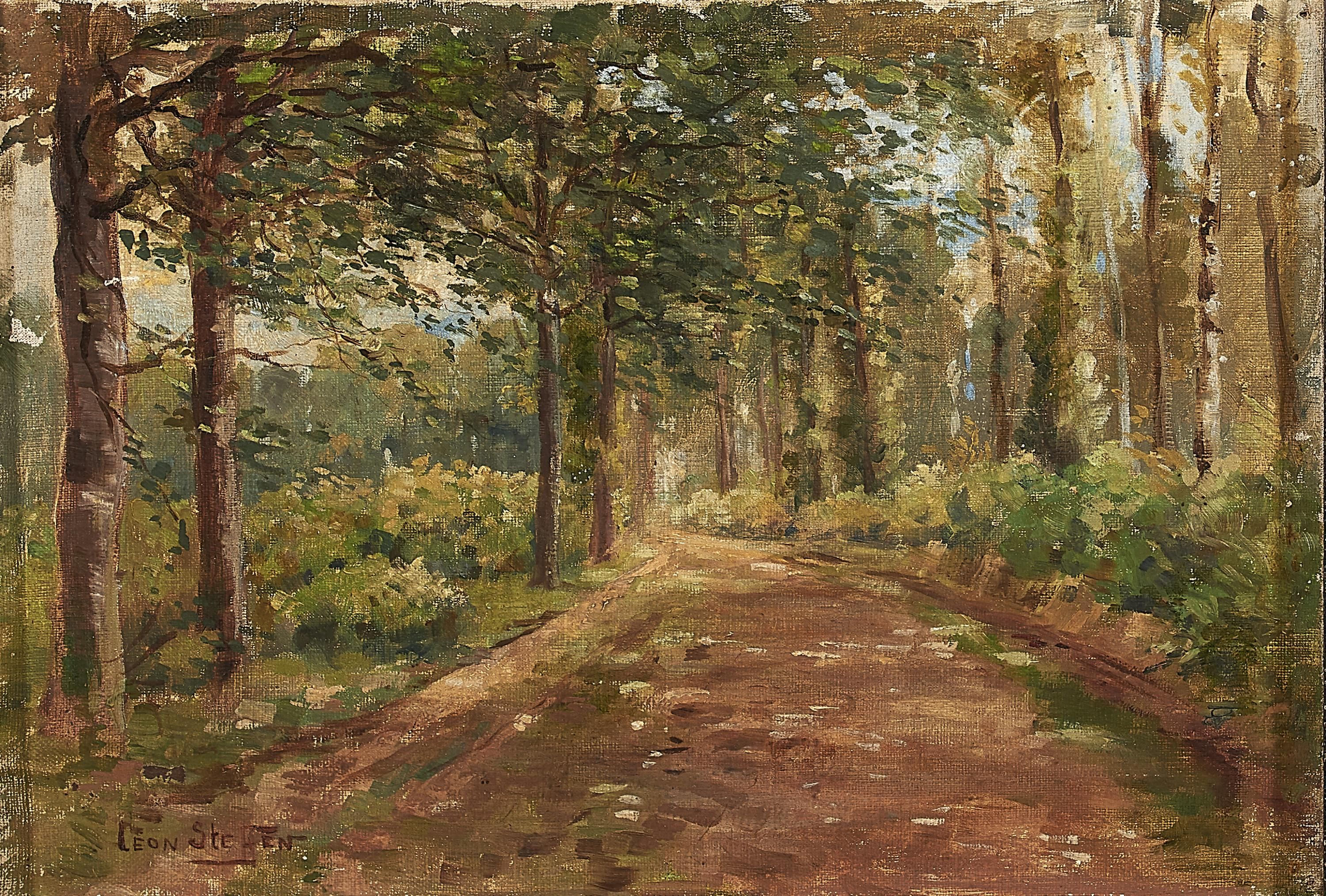
Chemin forestier
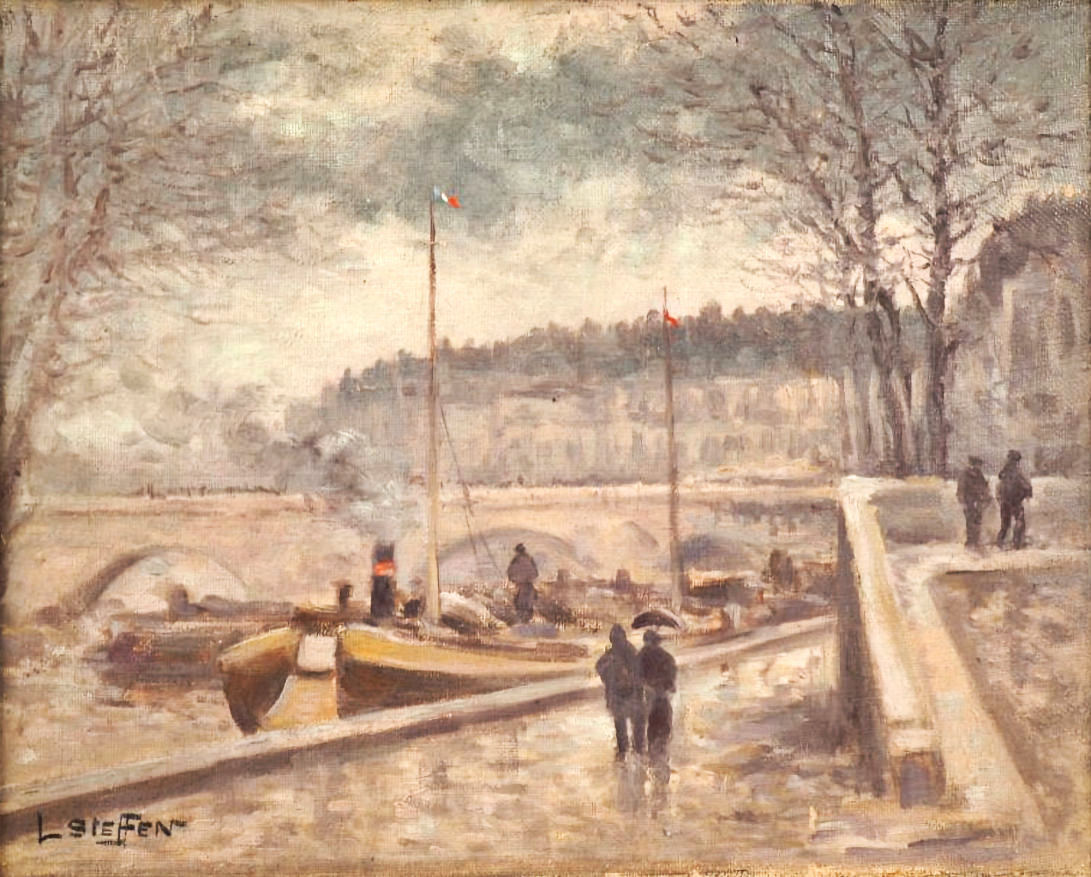
Paris, le long de la Seine

- Musée national d'archéologie, d'histoire et d'art: lkl000194